# V352 Весов
V352 Весов (лат. V352 Librae) — одиночная переменная звезда в созвездии Весов на расстоянии (вычисленном из значения параллакса) приблизительно 32039 световых лет (около 9823 парсеков) от Солнца. Видимая звёздная величина звезды — от +13,7m до +12,6m.

## Характеристики
V352 Весов — оранжевая пульсирующая медленная неправильная переменная звезда (LB) спектрального класса K. Эффективная температура — около 4000 К.